# Vostok-2M (foguete)

O foguete Vostok-2M.

O foguete Vostok-2M (8A92M), em russo Восток que significa Leste, ou Oriente, foi um veículo de lançamento descartável, usado pela União Soviética entre 1964 e 1991. Noventa e três deles foram lançados, com apenas duas falhas. 
Ele foi originalmente projetado como uma versão especializada do Vostok-2, para colocar cargas úteis mais leves em órbitas heliossíncronas, era um membro da família de foguetes R-7, e foi o último modelo "Vostok puro".
Os lançamentos do Vostok-2M, ocorreram a partir do Cosmódromo de Baikonur e do Cosmódromo de Plesetsk. Ele saiu de serviço em 1991 em favor dos Soyuz U e U2.